# Das Geheimnis von Bombay
Das Geheimnis von Bombay er en tysk stumfilm fra 1921 af Artur Holz.

## Medvirkende
- Conrad Veidt som Dichter Tossi
- Lil Dagover
- Hermann Böttcher som Lord Pombroke
- Bernhard Goetzke
- Anton Edthofer som Schiffsarzt Vittorio
- Karl Römer
- Alfred Abel
- Lewis Brody